# Німецька колонізація Америки
Німецька колонізація Америки – спроби німців створити незалежні колонії в Венесуелі (нім. Klein-Venedig, також нім. Welser-Kolonie) та на Тобаго, а також закриті німецькі поселення на американському континенті. Німецькі колонії, в яких і сьогодні частково розмовляють німецькою мовою, існують в багатьох країнах Північної та Південної Америки.

## Колонії

### Колонія Вельзерів у Венесуелі

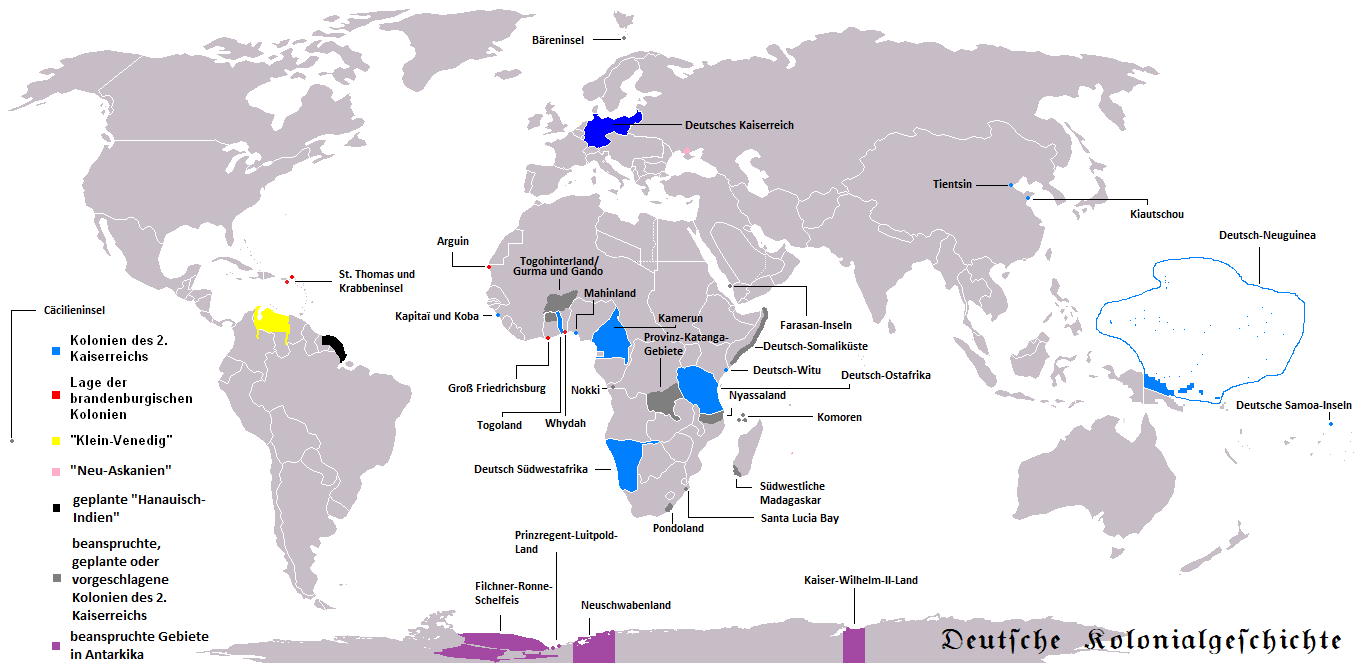
На цій карті німецьких колоній жовтим позначено Кляйн-Венедіг, червоним – колонії Пруссії, синім – інші колонії Німецької імперії.

У 1528 році габсбурзький король Карл V віддав Венесуелу в заставу банкірській родині Вельзерів, які розробили план колонізації та призначили німецького губернатора Амвросія Ехінгера. Цього ж року він вирушив із Севільї разом з 281 поселенцями до Нового Світу. В Санто-Домінго від них відділилась група з 50 осіб та вирушила в Санта-Марту, де був вбитий губернатор та міг похитнутися іспанський контроль. Ехінгер з рештою людей прибув до Венесуели 24 лютого 1529 року та заснував місто Новий Аусбург, зараз Коро. Нову колонію назвали Кляйн-Венедіг (маленька Венеція). Почалось вивчення і освоєння навколишніх земель; основною мотивацією став пошук легендарного золотого міста Ельдорадо.
Наступники Ехінгера, німецькі губернатори Федерман, Георг фон Шпеєр і  Філіп фон Хуттен, також шукали перш за все золото. Федерман перетнув  Анди і дійшов до Боготи, де виникла суперечка з Себастьяном де Белалькасаром за колишні володіння Гонсало Хіменеса де Кесади. В колонію вербували німецьких гірників і ремісників. А також завезли 4 тис. африканських рабів, які працювали на плантаціях цукрової тростини. В 1541 році незгода з іспанцями настільки загострилась, що Вельзерів позбавили контролю над колонією. Багато німецьких поселенців померли від тропічних хвороб і нападів корінного індіанського населення.

### Колонія Бранденбурга на Сент-Томасі
З 1685 до 1693 Бранденбурзько-Африканська компанія орендувала в Данії частину карибського острова Сент-Томас.  

### Курляндія і Семігалія
Одночасно німецьке герцогство Курляндія і Семігалія двічі намагалося заснувати колонії на Тобаго, але обидва поселення проіснували недовго.

### Імміграція німців до Америки
Німці також іммігрували до Північної Америки, колонії Товар (Венесуела), південної частини Чилі, Нікарагуа, південної Бразилії, Аргентини, район Соконуско в мексиканському штаті Чіапас, Альта-Верапас в Гватемалі, Попузо та Оксапампа в Перу і в Патагонії. Вони також заснували декілька міст в Парагваї, приблизно в той же час, коли валлійці мігрували до аргентинської частини Патагонії. 